# تمساح فلبيني
التمساح الفلبيني (الاسم العلمي: Crocodylus mindorensis) أو تمساح مندورو هو نوع من الزواحف يتبع جنس التمساح من فصيلة التماسيح.